# سبورائیم
سبورائیم (عبری: סבוראים)(انگلیسی :Sabora'im) جمع سبورا بمعنی «شرح دهنده و دلیل آورنده» می‌باشد که اصطلاحی است در قانون و تاریخ یهودیان دربارهٔ دوره‌ای از زندگی روحانیون یهودی تلمودی، حدود ۵۰۰–۶۰۰ میلادی، پس از دوره آمورائیم و پیش از دوره گائونیم.

## دوره سبورائیم
در این دوره ، حکیمان یهودی که رهبران ربانی زمان خود نیز بودند ، تحت حاکمیت ایرانیان دارای وضعیت با ثبات تری بوده و به همین دلیل نقشی اساسی در تکمیل تلمود بابلی داشته‌اند. در این زمان یهودیان ساکن در اورشلیم تحت حکومت ظالمانه بیزانس قرار داشتند.